# Chac II
Chac II ist eine  Ruinenstätte der Maya in Mexiko. Sie befindet sich auf der Halbinsel Yucatán im Bundesstaat Yucatán, wenige Kilometer westlich der Ruinenstätte Sayil. Die Bezeichnung unterscheidet den Fundort von einem anderen in der Nähe, der direkt am Eingang zu einem Höhlensystem gelegen ist, das bis ins 19. Jahrhundert zur Wasserversorgung der lokalen Bevölkerung begangen wurde. 
Die erste Beschreibung von Chac II stammt, allerdings ohne Namensnennung, von John Lloyd Stephens. Einen weiteren Bericht verfasste Teobert Maler unter dem Namen Chikin Sayil, weil er den Ort als einen entfernten Teil der großen Stadt Sayil ansah. Maler hielt sich im Februar 1887 kurz in Chac II auf. Die ersten modernen Erkundungen stammen von Gair Tourtellot und Nicholas P. Dunning. Seit dem Jahre 1995 finden archäologische Ausgrabungen und Untersuchungen unter der Leitung von Michael P. Smyth statt.

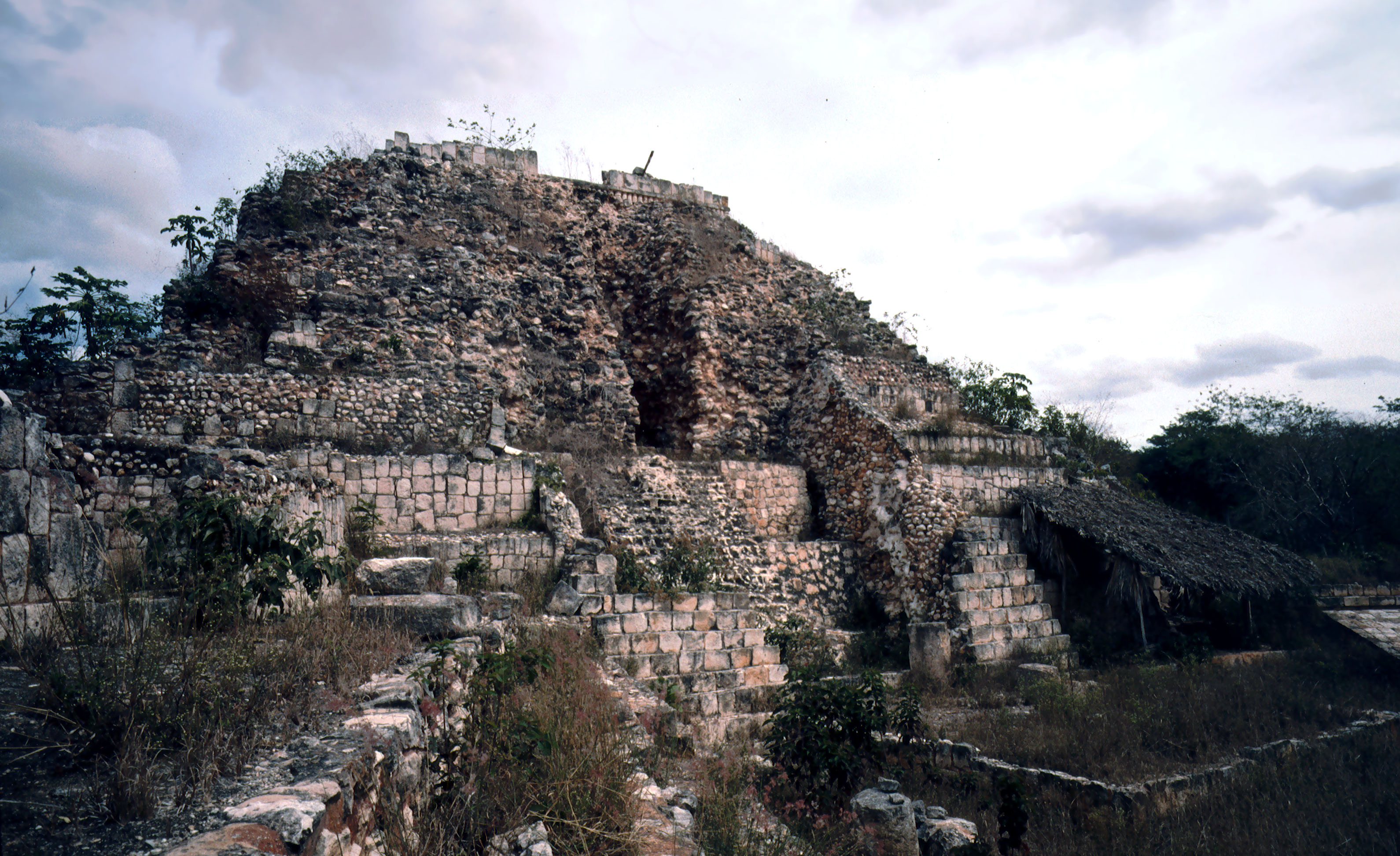
Pyramide

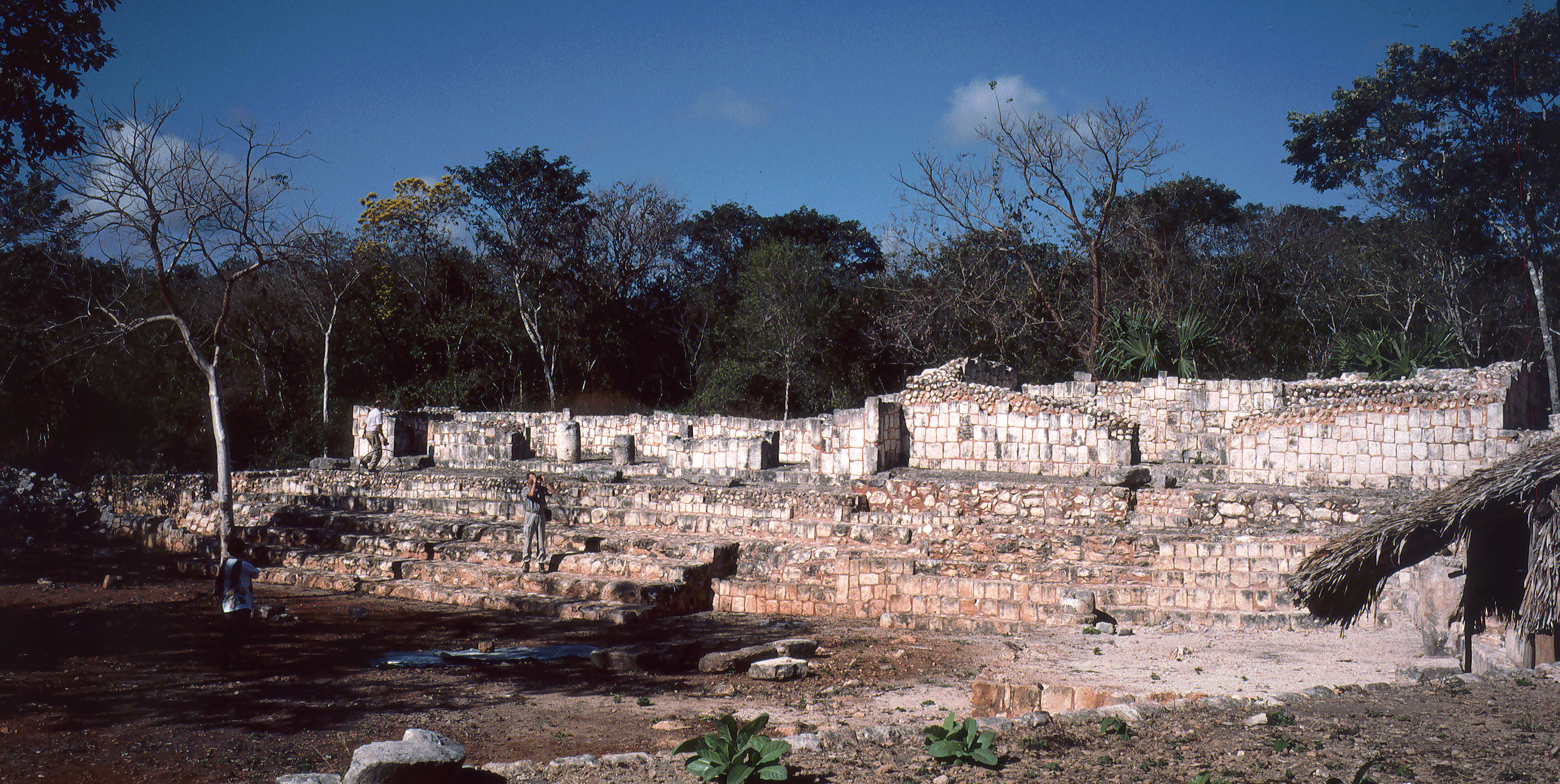
Palastartige Bauten rings um den Hof vor der Pyramide

Die Ausgrabungen haben sich bisher auf die im Süden des Fundortes gelegene Pyramide konzentriert, die mit rund 20 Metern für die engere Umgebung ungewöhnlich hoch ist. Die Untersuchungen haben drei ältere Bauphasen ergeben, darunter eine unter der späteren Treppe gelegene frühere Treppe. Dort wurde eine stark zerstörte, große Stuckmaske eines Schlangenkopfes entdeckt. Um den Hof vor der Pyramide liegen in einer unregelmäßigen Form sieben einstmals gewölbte Gebäude. Sie bildeten einen geschlossenen Ring, der Zugang erfolgte über Rampen. Etwas über einhundert Meter nordöstlich befindet sich ein sehr komplexes, mehrstöckiges Gebäude, dazwischen ein Komplex, der als Akropolis bezeichnet wird. In beiden fanden bisher noch keine weitergehenden Untersuchungen statt.